# فیلم سرقت

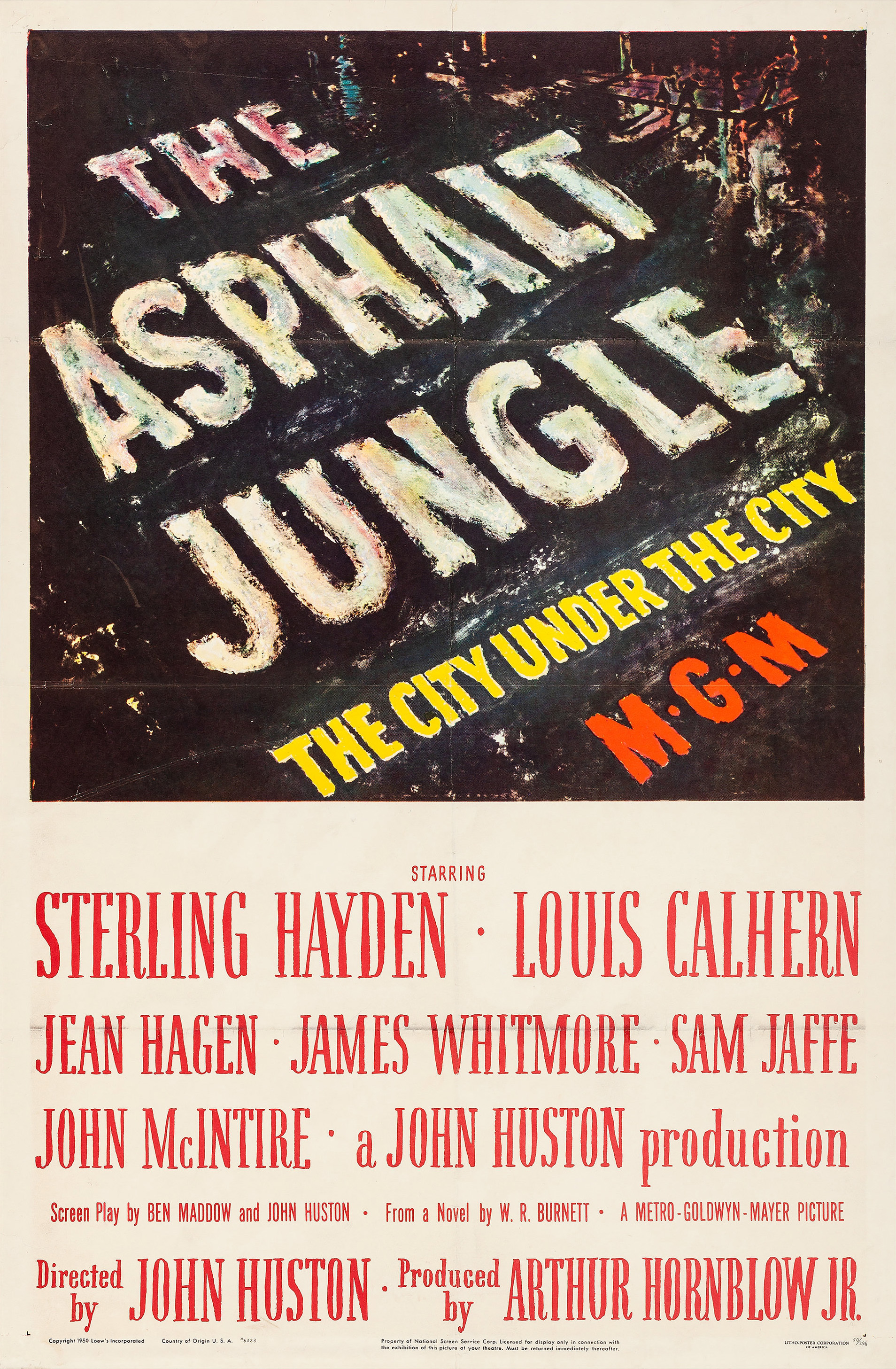
پوستر فیلم جنگل آسفالت

فیلم سرقت یکی از زیرژانرهای ژانر جنایی است که در آن تعدادی با طراحی یک طرح پیچیده اقدام به دزدیدن چیزی می‌کنند. در این فیلم‌ها، طرح‌ها از تکمیل شیوه دزدی، انجام آن و سپس فرار از محل تشکیل می‌شود. پس از انجام طرح‌ها همچنین معمولاً درگیری بین اعضای گروه نیز رخ می‌دهد.